# Guils de Cerdanya
Guils de Cerdanya est une commune espagnole dans la communauté autonome de Catalogne, la province de Gérone et la comarque de Basse-Cerdagne.

## Géographie

### Localisation
Guils de Cerdanya est une commune située dans les Pyrénées en Cerdagne, elle est limitrophe avec la France.

### Communes limitrophes
Les communes limitrophes sont  Bolvir, Enveitg, Ger, Latour-de-Carol, Porta et Puigcerdà.
| Meranges (par un quadripoint) Porta (France) | Latour-de-Carol (France) | Enveitg (France)      |
|                                              | Guils de Cerdanya        | Bourg-Madame (France) |
| Ger                                          | Bolvir                   | Puigcerdà             |

## Économie
- Station de ski de fond de Guils Fontanera.

## Lieux et monuments
- Église Saint-Estève de Guils de Cerdanya.